# Mircea Zaciu
Mircea Zaciu (n. 27 de agosto de 1928, Oradea - m. 21 de marzo de 2000, Cluj) fue un crítico literario e historiador rumano, miembro honorario de  la Academia Rumana.

## Biografía
Nació en una familia urbana, de religión (greco-católica). Durante la Segunda Guerra Mundial se refugió con su familia en Arad, donde asistió a la escuela secundaria Moise Nicoară. Allí conoció por primera vez el estatus de minoría, condición generada por su pertenencia a la Iglesia Unida Rumana.
Se graduó en la Facultad de Filología de la Universidad "Victor Babeș" de Cluj, de la que se graduó en 1952. Fue catedrático, doctor en letras, fue a la vez ensayista, cronista, prosista y poeta, coordinador del Diccionario de escritores rumanos, junto a Marian Papahagi y Aurel Sasu.
Formó una escuela de crítica literaria e historia en Cluj. Editor coordinador de la colección "Restituciones" de Dacia Publishing House en Cluj. Ha colaborado con diversas revistas del país: "Tribuna", "Convorbiri literare", "Steaua", "România literară", "Apostrof", "Vatra", etc. Es autor de un Diario íntimo en cuatro volúmenes, que también incluye el período de finales de los ochenta, los años más oscuros de la dictadura de Nicolae Ceaușescu. En sus volúmenes de ensayos críticos se acercó especialmente a la literatura escrita en Transilvania, trató la obra de Ion Agârbiceanu en una monografía separada, pero la quintaesencia de estas preocupaciones se puede encontrar en el volumen Como una gran escena, Transilvania...

## Obras publicadas

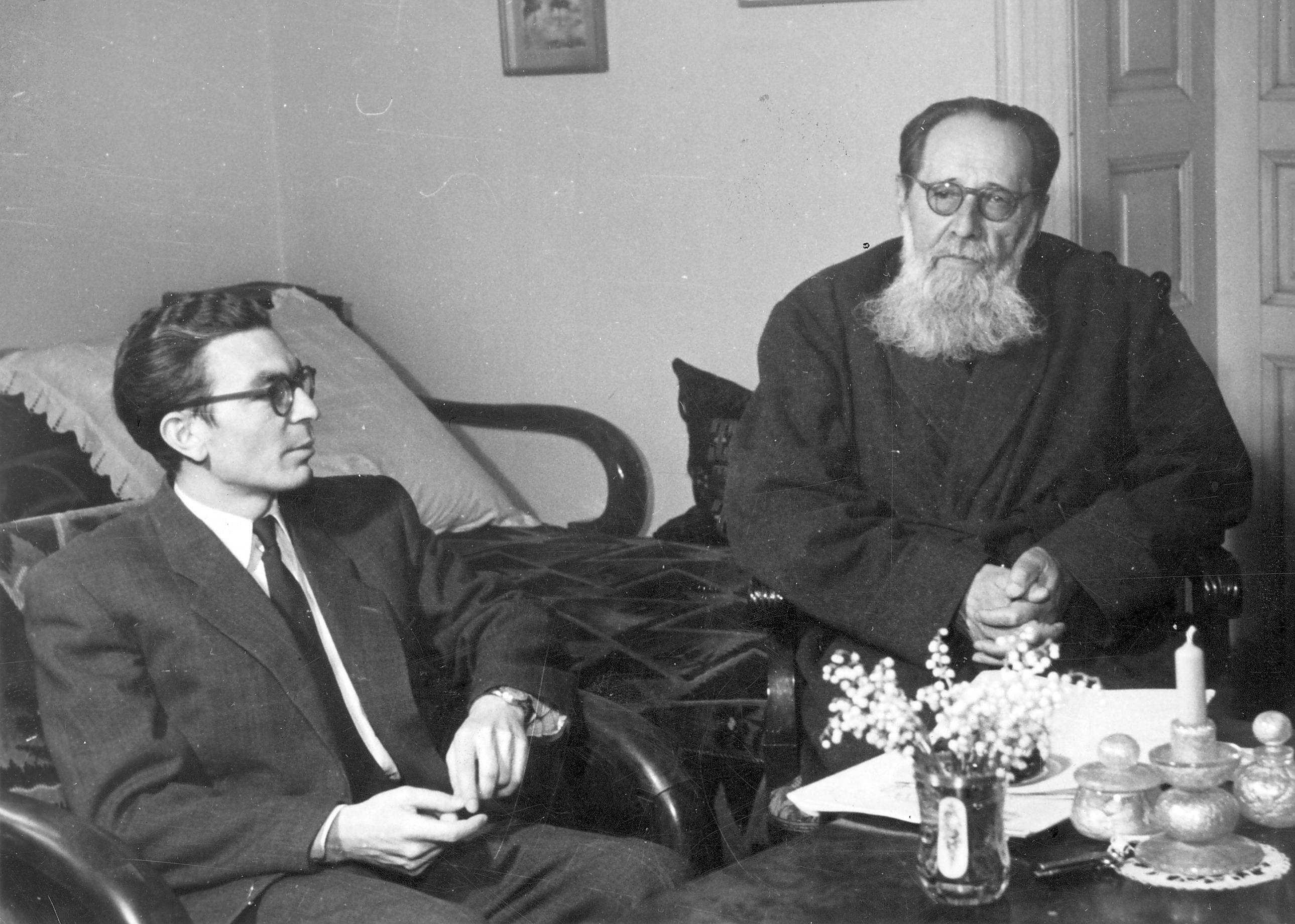
Mircea Zaciu e Ion Agârbiceanu en 1955

### Libros
- Ion Agârbiceanu (Editorial de Literatura, Bucarest, 1964; 2ª ed., Minerva Publishing House, Bucarest, 1972);
- La máscara del genio (Editorial de literatura, Bucarest, 1967);
- Glose (Ed. Dacia, Cluj, 1970);
- Collage (Ed. Dacia, Cluj, 1972);
- Orden y aventura (Ed. Dacia, Cluj, 1973);
- Bivuac (Ed. Dacia, Cluj, 1974);
- Lecturas y días (Ed. Eminescu, Bucarest, 1975);
- Otras lecturas y otros días (1976);
- Territorios (1976);
- Lanza de Aquiles (1980);
- Escritores rumanos (1980);
- Con libros sobre la mesa (1981);
- Viaticum (1983, reimpreso en 1998);
- Journal (1993);
- Clásicos y contemporáneos (1994);
- Como una gran escena, Transilvania ... (1996);
- Diccionario de escritores rumanos, 4 vols., Coordinador (1995-2002);
- Cartas a nadie (1998);
- Lejos / Cercanos (1998);
- El diccionario esencial de escritores rumanos, coordinador (2000).

### Antología
- Con boleto circular. Una (posible) antología del boceto rumano (Ed. Dacia, Cluj, 1974).

### Ediciones
- Relojes vespertinos con Ion Agârbiceanu (1982);
- Liviu Rebreanu después de un siglo (1985).

## Afiliaciones
- Miembro del Sindicato de Escritores Rumanos.
- Miembro honorario de la Academia Rumana.